# 햄버거에 대한 명상
《햄버거에 대한 명상》은 1987년 3월 1일, 민음사에서 발행한, 시인 장정일의 첫 번째 시집이다. 1987년 제7회 김수영문학상을 수상했다.
‘사철나무 그늘 아래 쉴 때는’, ‘강정간다’, ‘도장 중’, ‘삼푸의 요정 , ‘20미리’, ‘햄버거에 대한 명상’ 등의 시가 실려 있다.